# Захир ад-дин Мараши
Мир Сеййид Захир ад-дин Мараши (перс. میر سید ظهیر الدین مرعشی‎; ок. 1412, Амоль — после 1489) — средневековый персидский историк Каспийского региона, военачальник, дипломат из династии Сейидов, правителей Мазандерана. Автор сочинения по персидской историографии «Тарих-и Табаристан ва руи-ан ва Мазандеран» (написано после 1476).

## Биография
Захир ад-дин Мараши родился около 1412 года. Он был потомком знатной сейидской семьи Мараши, которая доминировала в Мазандеране с конца VIII—XIV веков, вплоть до включения провинции в сефевидскую империю Шаха Аббаса I в 1596 году. Захир ад-дин происходил из главной ветви Мараши, Камаль ад-дина ибн Киван ад-дина (ум. 1379). Он владел поместьями в Базаргахе в Гилане и был нанят Султаном Мухаммадом II в Гилан, а затем его сыном и преемником Мирзой Али (прав. с 1476/1478 до 1503/1505). Он был отправлен для разрешения военного конфликта в соседний Рустамдар. Руководил другими экспедициями, включая неудачную осаду Нур в 1463 году.
Именно для Мирзы Али Захир ад-дин написал свой «Тарих-и Табаристан ва руи-ан ва Мазандеран». Труд описывает события от истоков местных династий до 1476 года. В труде содержатся сведения по истории и исторической географии прикаспийской части Ирана, известной ранее как Табаристан, позднее как Мазандеран. Сообщается о завоевании в 1392—1393 Тимуром Мазандерана и падении династии Сейидов. Другой его труд «Тарих-и Гилян у Дайламистан» написанный до 1489 года также является ценным источником по истории мелких княжеств Каспийского региона. Ещё одна работа, которая упоминается в источниках, но, по-видимому, не сохранилась — «Тарих-и Гурган у Райй». Он также написал стихи, вероятно, под псевдонимом Захир, которые цитируются им в его истории.
Захир ад-дин Мараши умер после 1489 года.